# Equilibrio chimico

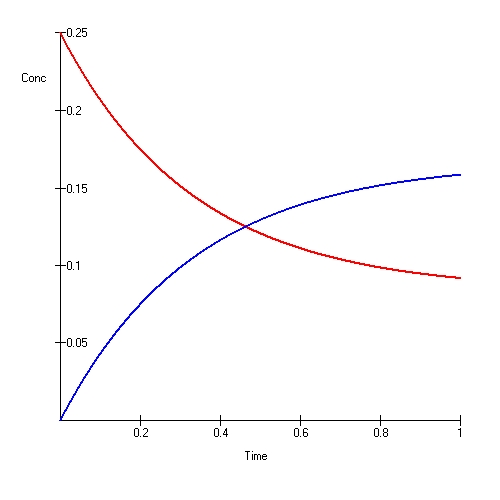
Comportamento temporale di due specie all'equilibrio

L'equilibrio chimico è la condizione dipendente dalla temperatura in cui le concentrazioni delle specie chimiche che partecipano a una reazione chimica non variano complessivamente nel tempo. 

## Introduzione
La reazione generica che definisce l'equilibrio chimico, definita da Claude Louis Berthollet, è:
{\displaystyle {\ce {aA + bB <=> cC + dD}}}
Dove le lettere minuscole indicano il coefficiente stechiometrico, ovvero la quantità di moli, le lettere maiuscole A e B i reagenti mentre C e D i prodotti, le frecce indicano lo stato in equilibrio: tanto più la reazione è spostata a destra (verso i prodotti) tanto più i reagenti si trasformano facilmente in prodotti, il contrario avviene quando la reazione è spostata a sinistra.
Guldberg e Waage espressero per la prima volta la legge di azione di massa in cui vengono poste le velocità specifiche k della reazione diretta e della reazione inversa:
{\displaystyle {\frac {d[C]}{dt}}=k_{AB}[A]^{a}[B]^{b}-k_{CD}[C]^{c}[D]^{d}}
Da cui si ricava all'equilibrio una velocità netta nulla e quindi si ricava una costante K (costante di equilibrio analitica):
{\displaystyle K={\frac {[C]_{eq}^{c}[D]_{eq}^{d}}{[A]_{eq}^{a}[B]_{eq}^{b}}}}
K indica quindi il rapporto tra le concentrazioni dei prodotti e dei reagenti all'equilibrio, (ognuna elevata al proprio coefficiente stechiometrico) ed è chiamata costante di equilibrio. In prima approssimazione, K rappresenta una costante in condizioni di temperatura costante.
Più correttamente, bisogna rilevare che la legge di G-W rappresenta solo un'approssimazione nella quale: 
- I coefficienti stechiometrici coincidono con gli ordini parziali di reazione (vedi cinetica chimica), eventualità che si verifica raramente.
- Le costanti {\displaystyle k_{AB}}, velocità specifica di reazione diretta e {\displaystyle k_{CD}}, velocità specifica di reazione inversa dipendono solo dalla temperatura {\displaystyle k(T)} (vedi cinetica chimica e la legge di Arrhenius).
- Le concentrazioni molari dei vari reagenti e prodotti sono utilizzate al posto delle corrispondenti attività termodinamiche (che sono adimensionali).

L'equilibrio chimico è un equilibrio dinamico nel senso che l'equilibrio viene ottenuto dal momento che prodotti e reagenti hanno la stessa velocità di formazione annullando quindi i cambiamenti, una delle dimostrazioni sperimentali dell'equilibrio è ottenuta aggiungendo un sale normale ad una soluzione satura dello stesso sale, però radioattivo: apparentemente il sale aggiunto non si scioglie, ma filtrandolo dopo un certo tempo, si osserva che questi ha acquisito parte della radioattività inizialmente presente nella sola soluzione.

## L'equilibrio mobile

### Principio di Le Châtelier
Il principio di Le Châtelier afferma che ogni sistema tende a reagire ad una modifica impostagli dall'esterno diminuendone gli effetti, questo significa che se l'equilibrio viene perturbato questo si sposterà verso prodotti o reagenti in modo tale da opporsi al cambiamento e ripristinare delle nuove condizioni di equilibrio.

### Quoziente di reazione
Quindi la conoscenza del valore numerico di K di una reazione ci permette anche di prevedere, per certe condizioni iniziali, in che senso e in che misura la reazione procede per raggiungere una situazione di equilibrio. Da un punto di vista qualitativo la previsione si basa sul confronto tra la costante di equilibrio K, e il quoziente di reazione Q:
{\displaystyle Q={\frac {[C]^{c}[D]^{d}}{[A]^{a}[B]^{b}}}}
La differenza tra questi due valori è che nella costante di equilibrio sono presenti le concentrazioni di prodotti e reagenti nella situazione di equilibrio, mentre nel quoziente di reazione sono presenti le concentrazioni in una generica situazione iniziale. Se Q si rivela essere diverso da K, allora la reazione procederà in modo che le concentrazioni verifichino la costante di equilibrio K, come previsto dal principio di Le Châtelier.
Quindi, se Q < K, allora la reazione procederà verso destra, cioè verrà favorità la reazione diretta;
mentre, se Q > K, allora verrà favorita la reazione inversa, come si può facilmente intuire dal fatto che l'equilibrio verrà raggiunto se e solo se Q = Keq.
I fattori che possono perturbare l'equilibrio sono:
- variazione della concentrazione (o della pressione parziale) di reagenti o prodotti
- variazione della pressione totale
- variazione della temperatura.

### Variazione delle concentrazioni
La variazione del rapporto tra le concentrazioni (o delle pressioni parziali) delle specie chimiche presenti nell'ambiente di reazione turba l'equilibrio chimico che si era stabilito precedentemente; in conseguenza di ciò, si stabilisce un nuovo equilibrio chimico, in cui le quantità di sostanze presenti sono differenti dalla situazione che si aveva prima della modifica delle concentrazioni, per cui anche la quantità di sostanze prodotte sono differenti. Se la variazione delle concentrazioni è particolarmente elevata, si può addirittura assistere ad un'inversione del verso della reazione: in questo caso, quelli che erano i reagenti diventano i prodotti e quelli che erano i prodotti diventano i reagenti.
Ad esempio, se viene aggiunto nell'ambiente di reazione un prodotto della reazione diretta, viene turbato l'equilibrio chimico, per cui si stabilirà un nuovo equilibrio in cui si avrà una maggiore produzione di reagenti. In questo caso si dice anche che "la reazione si sposta verso sinistra" (cioè viene maggiormente favorita la reazione inversa).
Di seguito sono riportati i possibili casi:
- se viene aumentata la concentrazione di reagenti, si favorisce maggiormente la reazione diretta (che aumenta la concentrazione di prodotti);
- se viene diminuita la concentrazione di reagenti, si favorisce maggiormente la reazione inversa (che aumenta la concentrazione di reagenti).
- se viene aumentata la concentrazione di prodotti, si favorisce maggiormente la reazione inversa (che aumenta la concentrazione di reagenti);
- se viene diminuita la concentrazione di prodotti, si favorisce maggiormente la reazione diretta (che aumenta la concentrazione di prodotti).

### Variazione della pressione totale
Il sistema all'equilibrio, quando è presente una fase gassosa, reagisce alla variazione della pressione totale spostando l'equilibrio in funzione della differente variazione di moli gassose che si ottiene. Se nella formazione dei prodotti si ottiene un numero maggiore di moli di gas, un aumento della pressione totale sposta l'equilibrio verso i reagenti; viceversa, se nella formazione dei prodotti si ottiene un numero minore di moli di gas, allora un aumento della pressione totale sposterà l'equilibrio verso i prodotti. La diminuzione della pressione totale agisce in senso opposto.

### Variazione della temperatura
Un aumento di temperatura favorisce i processi endotermici (come la dissociazione di una molecola gassosa), mentre una sua diminuzione favorisce quelli esotermici.
Quindi, all'aumentare della temperatura, l'equilibrio nelle reazioni esotermiche si sposterà verso sinistra, ovvero verso i reagenti, mentre nelle reazioni endotermiche si favoriranno i prodotti.

### Variazione di pH
Una variazione del pH può portare di conseguenza ad una variazione di equilibrio, questa può essere fatta aggiungendo una sostanza acida quale ad esempio HCl o facendo lo stesso ma con una sostanza basica come NaOH.

### Aggiunta di gas inerte
L'aggiunta di un gas inerte, che non prende quindi parte alla reazione chimica, agisce provocando un aumento della pressione totale, ma non modifica le pressioni parziali di reagenti e prodotti all'equilibrio e nemmeno le concentrazioni, proprio perché è inerte e non introduce nuove variazioni delle moli di gas.
L'aggiunta del gas inerte può invece influenzare la cinetica della reazione, in quanto all'aumentare della quantità di inerte diminuisce il numero di urti efficaci tra le molecole dei reagenti (infatti gli urti tra una molecola di reagente e una molecola di inerte non porta ad alcuna reazione, per cui non è efficace).

## Equilibri eterogenei ed omogenei

### Equilibri omogenei
Un equilibrio viene detto omogeneo se i reagenti e i prodotti si trovano nella stessa fase, ad esempio una miscela di gas o di soluzioni con un unico solvente. In questo caso nel quoziente di reazione compaiono tutte le specie coinvolte nella reazione poiché nessuna di esse potrà mai essere completamente consumata durante la reazione, in quanto Q tenderebbe a 0 o a ∞, e da ogni situazione iniziale, ( principio di Le Châtelier), si arriva sempre ad uno stato finale di equilibrio.
Anche nelle reazioni "quantitative", cioè aventi una K molto alta, se avvengono in un'unica fase, si raggiunge in realtà uno stato finale di equilibrio, dove però le concentrazioni dei reagenti sono talmente piccole da poter essere trascurabili.

### Equilibri eterogenei
Un equilibrio viene detto eterogeneo se coinvolge liquidi o solidi puri, oltre componenti gassose o in soluzione.
Una specie pura ha sempre concentrazione costante, in quanto raddoppiando il suo volume raddoppiano allo stesso tempo la sua massa/numero di moli. Non concorre quindi a definire il quoziente di reazione che è quindi conveniente definire in forma ridotta, cioè contenente solo le concentrazioni variabili. Di conseguenza negli equilibri eterogenei le specie pure non hanno alcuna influenza sulla composizione dell'equilibrio ma possono determinare se uno stato di equilibrio verrà effettivamente raggiunto o no. Se infatti la quantità di un componente puro in fase condensata è inferiore a quella che in realtà dovrebbe trasformarsi per raggiungere l'equilibrio, la reazione non raggiungerà mai lo stato di equilibrio poiché consuma interamente uno dei suoi componenti.
Per esempio la reazione:
{\displaystyle {\ce {BaCO3(s) <=> BaO(s) + CO2(g)}}}
Il suo quoziente di reazione è funzione solo della concentrazione del biossido di carbonio, in quanto la concentrazione dei due sali solidi non può variare nel tempo.
{\displaystyle {\ce {Q = [CO2]}}}
Tuttavia se perturbiamo l'equilibrio aggiungendo biossido di carbonio (e quindi viene favorita la reazione inversa e la formazione di carbonato di bario), può causare la completa scomparsa di BaO, in quanto la quantità di quest'ultimo,che dovrebbe reagire con il gas per raggiungere l'equilibrio,potrebbe essere minore rispetto alla quantità richiesta per reagire stechiometricamente con il biossido di carbonio, non raggiungendo così uno stato finale di equilibrio.